# 里德基夫齊
48°20′14″N 26°4′0″E / 48.33722°N 26.06667°E
里德基夫齊（烏克蘭語：Рідківці）是位於烏克蘭西南部的村莊，由切爾諾夫策州切爾諾夫策區的馬哈拉市鎮負責管轄。該村處於胡基夫河畔，面積9.96平方公里，海拔高度211米，2022年人口4,400。